# Srbljani
Srbljani so naselje v občini Bihać, Bosna in Hercegovina. 

## Deli naselja
Alibabići, Brkići, Kurtovići, Lilaci, Majanovići in Srbljani.

## Prebivalstvo
| Pregled števila prebivalcev po letih | Pregled števila prebivalcev po letih | Pregled števila prebivalcev po letih | Pregled števila prebivalcev po letih | Pregled števila prebivalcev po letih | Pregled števila prebivalcev po letih |
| ------------------------------------ | ------------------------------------ | ------------------------------------ | ------------------------------------ | ------------------------------------ | ------------------------------------ |
| 1948                                 | 1953                                 | 1961                                 | 1971                                 | 1981                                 | 1991                                 |
| -                                    | -                                    | -                                    | 1.243                                | 1.358                                | 1.292                                |

| Narodna sestava prebivalstva po letih                                                                                          | Narodna sestava prebivalstva po letih                                                                                           | Narodna sestava prebivalstva po letih                                                                                           |
| --- | --- | --- |
| 1971 | 1981 | 1991 |
| . skupaj: 1.243 Muslimani 1.228 (98,79 %) Hrvati 6 (0,48 %) Srbi 5 (0,40 %) Jugoslovani 0 (0,00 %) drugi in neznano 4 (0,32 %) | . skupaj: 1.358 Muslimani 1.337 (98,45 %) Hrvati 8 (0,58 %) Srbi 2 (0,14 %) Jugoslovani 11 (0,81 %) drugi in neznano 0 (0,00 %) | . skupaj: 1.292 Muslimani 1.271 (98,37 %) Hrvati 1 (0,07 %) Srbi 0 (0,00 %) Jugoslovani 14 (1,08 %) drugi in neznano 6 (0,46 %) |